# Дедпул (комікси)

Обкладинка українського видання коміксу «Дедпул. Балакучий мільйонер.»

Дедпул — антигерой коміксів Marvel Comics. З 1993 року він з'являвся в кількох власних серіях, а також у ряді обмежених серій і графічних новел.

## Основна серія
- Дедпул Том 1: The Circle Chase № 1–4 (серпень 1993 р – листопад 1993 р.)
- Дедпул Том 2: Sins of the Past № 1–4 [№ 5–8] (серпень 1994 р.) – листопад 1994 р.)
- Дедпул Том 3 № 1–69 [№ 9–77] (травень 1997 р – вересень 2002 р.). Включає № 0 січня 1998 року та випуск №-1 липня 1997 року. Випуски № 57–60 мали підзаголовки «Агент Зброї Ікс», а випуски № 61–64 мали підзаголовки «Похорон Виродка».
  - Річник '97 Шибайголова/Дедпул (вересень 1997)
  - Річник 1998 У головних ролях Дедпул і Смерть (липень 1998)
- Агент Ікс № 1–15 [№ 78–92] (вересень 2002 – грудень 2003 р.)
- Кейбл і Дедпул № 1–50 [№ 93–142] (травень 2004 р. – квітень 2008)
- Дедпул Том 4 № 1–63 [№ 143–205] (вересень 2008 р – серпень 2010 р.). Включає випуск № 900 грудня 2009 року та випуск № 1000 серпня 2010 року. Також містить № 33.1 і № 49.1.
  - Дедпул Річник № 1 (травень 2011)
- Дедпул Том 5 № 1–65 [№ 206–250] (листопад 2012 р – червень 2015)[3]
  - Річник № 1 Дедпул (січень 2014)
  - Річник № 2 Дедпул (липень 2014)
  - ДвоРічник Дедпул (листопад 2014)
- Дедпул Том 6 № 1–37 [№ 251–286] (листопад 2015 р – вересень 2017)
  - Дедпул Том 6 № 3.1 (лютий 2016)
- Підлий Дедпул № 287–300 (жовтень 2017 – липень 2018)
- Дедпул Том 7 № 1–15 [№ 301–315] (червень 2018 р – вересень 2019)
  - Дедпул Річник № 1 (серпень 2019)
- Дедпул Том 8 № 1–10 [№ 316–325] (листопад 2019 р – січень 2021)

## Серія Спін-оффів
- Дедпул Team-Up № 900–883 (грудень 2009 – травень 2011). Комікс випущений навспак з № 899.
- Hit Monkey № 1 (квітень 2010)
- Дедпул MAX № 1–12 (грудень 2010 – вересень 2011)
- Дедпул MAX II № 1–6 (жовтень 2011 – березень 2012)
- Ґвенпул Святковий Спецвипуск № 1 (грудень 2015)
- Людина-павук/Дедпул № 1–50 (березень 2016 – травень 2019)
- Дедпул і The Mercs for Money Том 1 № 1–5 (квітень 2016 р – серпень 2016)
- Дедпул і The Mercs for Money Том 2 № 1–10 (вересень 2016 р – червень 2017)

## Новели
- Дедпул: Королі-самогубці № 1–5 (червень 2009 – жовтень 2009)
- Дедпул: Merc With a Mouth № 1–13 (вересень 2009 – вересень 2010)
- Prelude to Deadpool Corps № 1–5 (травень 2010)
- Дедпул Corps № 1–12 (червень 2010 – травень 2011)
- Депдул: Війна Вейда Вілсона № 1–4 (серпень – листопад 2010)
- Дедпул MAX № 1–12 (листопад 2010 – листопад 2011)
- Дедпул Pulp № 1–4 (листопад 2010 – лютий 2011)
- Сам страх: Дедпул № 1–3 (серпень – жовтень 2011)
- Дедпул MAX II № 1–6 (грудень 2011 – травень 2012)
- Дедпул винищує Всесвіт Марвел № 1–4 (жовтень 2012)
- Дедпул Ілюстрований № 1–4 (березень – червень 2013)
- Дедпул вбиває Дедпула № 1–4 (липень – жовтень 2013)
- Ніч живого Дедпула № 1–4 (січень – березень 2014)
- Дедпул проти Карнажа № 1–4 (червень – серпень 2014)
- Дедпул: Рукавиця Дракули № 1–7 (липень – серпень 2014)
- Дедпул проти Сили-Ікс № 1–4 (липень – вересень 2014)
- Соколине Око проти Дедпула № 0–4 (вересень 2014 – січень 2015)
- Мистецтво війни Дедпула № 1–4 (жовтень 2014 – січень 2015)
- Повернення живого Дедпула № 1–4 (лютий – травень 2015)
- Секретні Секретні Війни Дедпула № 1–4 (травень 2015 – серпень 2015)
- Mrs. Deadpool and the Howling Commandos № 1–4 (вересень 2015 – листопад 2015)
- Дедпул проти Таноса № 1–4 (вересень 2015 – жовтень 2015)
- Дедпул і Кейбл: Лічені секунди № 1–3 (грудень 2015). – Лютий 2016)
- Дедпул and the Mercs For Money (Vol. 1) № 1–5 (лютий 2016 – червень 2016)
- Дедпул and the Mercs For Money (Vol. 2) № 1–10 (липень 2016 р.) – квітень 2017)
- Дедпул п Гамбіт. «п» — означає проти № 1–5 (серпень 2016 – листопад 2016)
- Дедпул: Повернення в чорному № 1–5 (грудень 2016 – лютий 2017)
- Дедпул Too Soon? № 1–4 (грудень 2016 – березень 2017)
- Дедпул-Качка № 1–5 (березень 2017 – травень 2017)
- Дедпул проти Карателя № 1–5 (червень 2017 – серпень 2017)
- Дедпул винищує Всесвіт Марвел знову № 1–5 (липень 2017). – вересень 2017)
- Дедпул проти Старого Лоґана № 1–5 (жовтень 2017 – лютий 2018)
- Ти — Дедпул № 1–5 (травень 2018)
- Дедпул: Вбивця № 1–6 (червень 2018 – серпень 2018)
- Дедпул: Секретний агент Дедпул № 1–6 (вересень 2018 – листопад 2018)
- Чорна пантера проти Дедпула № 1–5 (жовтень 2018 – Лютий 2019)
- Абсолютний Карнаж проти Дедпула № 1–3 (серпень 2019 – жовтень 2019)
- Дедпул: Чорне, Біле і Кров № 1-4 (Серпень 2021 – листопад 2021)
- Дедпул-Самурай № 1-№ 2 (лютий 2022)
- Дедпул: Ворожнеча № 1-№ 4 (квітень 2022-червень 2022)

## Цифрові серії
- Дедпул: Рукавиця (Infinite Comic) № 1–13 (січень – квітень 2014)
- Дедпул і Кейбл: Доля Секунди (Infinite Comic) № 1–6
- Deadpool: Too Soon? (Infinite Comic) № 1–8

## Новели
- Encyclopædia Deadpoolica (грудень 1998)
- Перша Книга Дитини про Дедпула № 1 (грудень 1998)
- Deadpool Team-Up Starring Deadpool and Widdle Wade № 1 (грудень 1998)
- Deadpool/GLI: Summer Fun Spectacular (вересень 2007)
- Дедпул: І₴ри Смерті № 1 (травень 2009)
- Deadpool Corps: Rank and Foul (березень 2010)
- Леді Дедпул № 1 (липень 2010)
- Люди Ікс. Початок: Дедпул № 1 (липень 2010)
- Що, якби Веном оволодів Дедпулом? № 1 (лютий 2011)
- Дедпул/Кейбл № 26 (лютий 2011).
- Дедпул: Сім'я № 1 (квітень 2011)
- Росомаха/Дедпул: Приманка № 1 (липень 2011)
- Deadpool Max-mas № 1 (грудень 2011)
- Дедпул Дворічник № 1 (вересень 2014)
- Смерть Росомахи: Дедпул і Капітан Америка № 1 (жовтень 2014)
- Дедпул: Останні Дні Магії № 1 (травень 2016)
- Сезони Побиття № 1 (грудень 2018)
- Дедпул: Кінець № 1 (січень 2021)
- Дедпул Nerdy 30 № 1 (березень 2021)
- Сила-Ікс: Вбивчий постріл № 1 (січень 2022)

### Графічні новели
- Дедпул: Ворожнеча (112 сторінок, Marvel Comics, тверда палітурка, травень 2017 р.,978-1302901530)

## Зібрані видання

### Перша та друга серії
| Назва                             | Матеріал зібрано                 | сторінки | Дата публікації    | ISBN               |
| --------------------------------- | -------------------------------- | -------- | ------------------ | ------------------ |
| Deadpool. Том 1. The Circle Chase | Deadpool: The Circle Chase № 1–4 | 96       | Березень 1997 року | ISBN 0-7851-0259-0 |
| Deadpool. Том 2. Sins of the Past | Дедпул № 1–4                     | 96       | Січень 1997 року   | ISBN 0-7851-0554-9 |

### Третя серія (1997—2002) і Класика Дедпула
| Title                       | Material collected | Pages | Publication Date | ISBN                   |
| --------------------------- | --- | ----- | ---------------- | ---------------------- |
| Том 1                       | Нові Мутанти № 98, Deadpool: The Circle Chase, Deadpool: Sins of the Past, and Дедпул (том 1) № 1 | 264   | May 2008         | ISBN 978-0785131243    |
| Том 2                       | Дедпул (том 1) № 2–8 and -1, and Шибайголова/Дедпул Річник 1997 | 256   | April 2009       | ISBN 0-7851-3731-9     |
| Том 3                       | Дедпул (vol. 1) № 9–17, and Дивовижна Людина-Павук № 47 | 280   | November 2009    | ISBN 0-7851-4244-4     |
| Том 4                       | Дедпул (vol. 1) № 18–25, № 0, and Дедпул і Смерть Річник 1998 | 296   | February 2011    | ISBN 0-7851-5302-0     |
| Том 5                       | Дедпул (vol. 1) № 26–33, Baby's First Deadpool Book, and Deadpool Team-Up № 1 | 272   | June 2011        | ISBN 0-7851-5519-8     |
| Том 6                       | Дедпул (vol. 1) № 34–45 and Чорна Пантера № 23 | 312   | February 2012    | ISBN 978-0785159414    |
| Том 7                       | Дедпул (vol. 1) № 46–56 and X-Men Unlimited № 28 | 272   | August 2012      | ISBN 978-0785162384    |
| Том 8                       | Дедпул (vol. 1) № 57–64 | 182   | March 2013       | ISBN 978-0-7851-6732-7 |
| Том 9                       | Дедпул (vol. 1) № 65–69 і Агент Ікс № 1–6 | 271   | December 2013    | ISBN 0-7851-8513-5     |
| Том 10                      | Агент Ікс № 7–15 and Fight-Man № 1 | 266   | November 2014    | ISBN 0-7851-9046-5     |
| Том 11: Merc with a Mouth   | Deadpool Merc With a Mouth № 1–13 and Lady Deadpool № 1 | 366   | June 2015        | ISBN 0-7851-9730-3     |
| Том 12: Deadpool Corps      | Deadpool Prelude to Deadpool Corps № 1–5, Deadpool Corps № 1–12 and Deadpool Family № 1 | 481   | August 2015      | ISBN 0-7851-9731-1     |
| Том 13: Deadpool Team-Up    | Deadpool Team-Up № 1, Deadpool Team-up № 899–883 | 448   | October 2015     | ISBN 0-7851-9732-X     |
| Том 14: Королі-Самогубці    | Дедпул: І₴ри Смерті № 1, Дедпул: Королі-Самогубці № 1–5, Дедпул № 900 і № 1000, Люди-Ікс. Витоки: Дедпул і матеріали з Marvel Digital Holiday Special 2 and Marvel Spotlight: Deadpool | 392   | December 2015    | ISBN 0-7851-9733-8     |
| Том 15: All the Rest        | Captain America: Who Won't Wield the Shield № 1, Кейбл № 25, Дедпул і Кейбл № 26, Дивовижна Людина-Павук Річник № 38, Дедпул Річник № 1, Incredible Hulks Annual 1, Росомаха/Дедпул: Приманка № 1, Сам Страх: Дедпул № 1–3 і Deadpool Corps: Rank and Foul № 1                                          | 360   | March 2016       | ISBN 0-7851-9690-0     |
| Том 16: Вбивлогія           | Дедпул Винищує Всесвіт Марвел № 1–4, Deadpool Вбивлюстрація № 1–4, і Дедпул вбиває Дедпула № 1–4 | 280   | June 2016        | ISBN 978-0785195412    |
| Том 17: Головний канок      | Deadpool: Wade Wilson's War № 1–4, Deadpool Pulp № 1–4, Night of The Living Deadpool № 1–4, and Return of The Living Deadpool № 1–4 | 384   | March 2017       | ISBN 978-1302904302    |
| Том 18: Дедпул проти Марвел | Дедпул проти Сили-Ікс № 1–4, Дедпул Річник № 1–2, Дедпул проти Таноса № 1–4, Дедпул проти Карнажа № 1–4, Соколине Око проти Дедпула № 0–4 | 488   | July 2017        | ISBN 978-1302906856    |
| Том 19: Make Love, Not War  | Deadpool Bi-Annual № 1, Deadpool's Art of War № 1–4, Deadpool's Secret Secret Wars № 1–4, Mrs. Deadpool and the Howling Commandos № 1–4 | 328   | October 2017     | ISBN 978-1302907709    |
| Том 20: Ultimate Deadpool   | Ultimate Spider-Man № 91–94, Heroes Reborn: Remnants № 1, Exiles № 5–6, 12-13, 66-68, Venom/Deadpool: What If? Ronin № 1–5, Marvel Adventures Super Heroes № 4, Marvel Universe Ultimate Spider-Man: Web Warriors № 8 and materials from J2 № 11, Secret Wars: Battleworld № 3 and Secret Wars, Too № 1 | 504   | January 2018     | ISBN 978-1302907662    |
| Том 21: DvX                 | Deadpool & Cable: Split Second № 1–3, Deadpool V Gambit № 1–5, Deadpool: Too Soon? № 1–5 and materials from Gwenpool Special № 1 and Gwenpool Holiday Special: Merry Mix-Up № 1 | 368   | January 2018     | ISBN 978-1302910105    |
| Том 22: Murder Most Fowl    | Deadpool The Duck № 1–5, Deadpool Vs. The Punisher № 1–5 and Deadpool Kills The Marvel Universe Again № 1–5 | 344   | May 2018         | ISBN 978-1302504519    |
| Том 23: Mercs For Money     | Deadpool & The Mercs For Money (vol. 1) № 1–5, Deadpool & The Mercs For Money (vol. 2) № 1–8 and Дедпул. Повернення в Чорному № 1–5 | 432   | March 2019       | ISBN 978-1302916046    |

### Кейбл і Дедпул (2004)
| Назва                               | Матеріал зібрано       | сторінки | Дата публікації    | ISBN               |
| ----------------------------------- | ---------------------- | -------- | ------------------ | ------------------ |
| Том 1: Якби погляд міг убити        | Кейбл і Дедпул № 1–6   | 136      | Грудень 2004 року  | ISBN 0-7851-1374-6 |
| Том 2: Всепалення                   | Кейбл і Дедпул № 7–12  | 144      | Травень 2005 року  | ISBN 0-7851-1571-4 |
| Том 3: Людський рід                 | Кейбл і Дедпул № 13–18 | 144      | Листопад 2005 року | ISBN 0-7851-1763-6 |
| Том 4: Грудні друзі                 | Кейбл і Дедпул № 19–24 | 144      | Квітень 2005 року  | ISBN 0-7851-1869-1 |
| Том 5: Живі легенди                 | Кейбл і Дедпул № 25–29 | 144      | Серпень 2006 року  | ISBN 0-7851-2041-6 |
| Том 6: Вимощена добрими намірами    | Кейбл і Дедпул № 30–35 | 144      | Травень 2007 року  | ISBN 0-7851-2233-8 |
| Том 7: Розлучна тривога             | Кейбл і Дедпул № 36–42 | 176      | Вересень 2007 року | ISBN 0-7851-2523-X |
| Том 8: Дедпул проти всесвіту Marvel | Кейбл і Дедпул № 43–50 | 192      | Травень 2008 року  | ISBN 0-7851-2524-8 |

### Четверта серія (2008—2012)
| Назва                                         | Матеріал зібрано                                                                | сторінки | Дата публікації     | ISBN                |
| --------------------------------------------- | ------------------------------------------------------------------------------- | -------- | ------------------- | ------------------- |
| Том 1: Таємне вторгнення                      | Дедпул (том 2) № 1–5                                                            | 120      | Липень 2009 року    | ISBN 978-0785132738 |
| Том 2: Темне правління                        | Дедпул (том 2) № 6–7 і 10–12                                                    | 112      | Грудень 2009 року   | ISBN 978-0785132745 |
| Темне правління: Дедпул/Громовержці           | Дедпул (том 2) № 8–9 і Громовержці № 130–131                                    | 96       | Липень 2009 року    | ISBN 978-0785140900 |
| Том 3: X позначає місце                       | Дедпул (том 2) № 13–18                                                          | 144      | Березень 2010 року  | ISBN 978-0785140405 |
| Том 4: Мавпячий бізнес                        | Дедпул (том 2) № 19–22 і Hit-Monkey № 1                                         | 120      | Грудень 2010 року   | ISBN 978-0785145318 |
| Том 5: Що сталося у Вегасі                    | Дедпул (том 2) № 23–26                                                          | 120      | Березень 2011 року  | ISBN 978-0785145332 |
| Том 6: Я правлю, ти відстій                   | Дедпул (том 2) № 27–31                                                          | 120      | Липень 2011 року    | ISBN 978-0785151364 |
| Том 7: Космічне дивацтво                      | Дедпул (том 2) № 32–35, 33.1                                                    | 120      | Листопад 2011 року  | ISBN 978-0785151388 |
| Том 8: Операція Анігіляція                    | Дедпул (том 2) № 36–39                                                          | 112      | Квітень 2012 року   | ISBN 978-0785158905 |
| Том 9: Інституціалізація                      | Дедпул (том 2) № 40–44                                                          | 120      | Червень 2012 року   | ISBN 978-0785158929 |
| Том 10: Злий Дедпул                           | Дедпул (том 2) № 45–49                                                          | 144      | Квітень 2012 року   | ISBN 978-0785160113 |
| Том 11: СМЕРТЬ                                | Дедпул (том 2) № 50–63                                                          | 328      | Грудень 2012 року   | ISBN 978-0785162421 |
| Дедпул від Деніела Вея: повна колекція том. 1 | Росомаха. Початок № 21-25, Дедпул (том 2) випуски № 1-12, Громовержці № 130-131 | 472      | 13 серпня 2013 року | ISBN 978-0785185321 |
| Дедпул від Деніела Вея: повна колекція том. 2 | Дедпул (том 2) випуски № 13-31                                                  | 464      | 24 грудня 2013 року | ISBN 978-0785185475 |
| Дедпул від Деніела Вея: повна колекція том. 3 | Дедпул (том 2) випуски № 32-49, 33.1, 49.1                                      | 448      | 20 травня 2014 року | ISBN 978-0785188889 |
| Дедпул Деніела Вея: Повна колекція том. 4     | Дедпул (том 2) випуски № 50-63                                                  | 320      | 17 серпня 2014 року | ISBN 978-0785160120 |

### П'ята серія (2012—2015)
| Назва                                             | Матеріал зібрано                                                                                            | сторінки | Дата публікації    | ISBN                |
| ------------------------------------------------- | --- | -------- | ------------------ | ------------------- |
| Том 1: Мертві президенти                          | Дедпул (том 3) № 1–6                                                                                        | 136      | Червень 2013 року  | ISBN 978-0785166801 |
| Том 2: Мисливець за душами                        | Дедпул (том 3) № 7–12                                                                                       | 136      | Серпень 2013 року  | ISBN 978-0785166818 |
| Том 3: Хороший, поганий і потворний               | Дедпул (том 3) № 13–19                                                                                      | 144      | Грудень 2013 року  | ISBN 978-0785166825 |
| Том 4: Дедпул ПРОТИ Щ. И.Т.А                      | Дедпул (том 3) № 20–25                                                                                      | 136      | Травень 2014 року  | ISBN 978-0785189329 |
| Том 5: Весілля Дедпула                            | Дедпул (том 3) № 26–28, Дедпул Річник № 1                                                                   | 144      | Серпень 2014 року  | ISBN 978-0785189336 |
| Том 6: Первородний гріх                           | Дедпул (том 3) № 29–34                                                                                      | 144      | Грудень 2014 року  | ISBN 978-0785189343 |
| Том 7: ВІСЬ                                       | Дедпул (том 3) № 35–40                                                                                      | 136      | Березень 2015 року | ISBN 978-0785192435 |
| Том 8: Усе добре. .                               | Дедпул (том 3) № 41–44, 250                                                                                 | 176      | Червень 2015 року  | ISBN 978-0785192442 |
| Дедпул від Посена і Даґана. Повна колекція, том 2 | Дедпул (том 3) № 13-25                                                                                      | 296      | 2015 рік           | ISBN 978-0785197928 |
| Дедпул від Посена і Даґана. Повна колекція, том 4 | Смерть Росомахи: Дедпул і Капітан Америка № 1, Дедпул (том 3) № 35-45, матеріал із Дедпул Річник № 1 (2016) | 376      | 2018 рік           | ISBN 978-1302911409 |

### Шоста серія (2015—2017)
| Назва                             | Матеріал зібрано                                                                                       | сторінки | Дата публікації    | ISBN                |
| --------------------------------- | --- | -------- | ------------------ | ------------------- |
| Том 1: Балакучий Мільйонер        | Дедпул: Найбільший у світі № 1–5                                                                       | 112      | Квітень 2016 року  | ISBN 978-0785196174 |
| Том 2: Кінець Терору              | Дедпул: Найбільший у світі № 3.1: Три Крапка Один, № 6–7                                               | 112      | Червень 2016 року  | ISBN 978-0785196181 |
| Том 3: Дедпул проти Шаблезуба     | Дедпул: Найбільший у світі № 8–12                                                                      | 116      | Вересень 2016 року | ISBN 978-0785196198 |
| Том 4: Тимчасова санація          | Дедпул: Найбільший у світі № 13, Дедпул: Останні Дні Магії № 1                                         | 112      | Жовтень 2016 року  | ISBN 978-1302900915 |
| Том 5: Друга громадянська війна   | Дедпул: Найбільший у світі № 14–19                                                                     | 136      | Січень 2017 року   | ISBN 978-1302901486 |
| Том 6: Терпіння: Нуль             | Дедпул: Найбільший у світі № 20–25                                                                     | 152      | Травень 2017 року  | ISBN 978-1302902438 |
| Том 7: Дедпул читає Шекспіра      | Дедпул: Найбільший у світі № 26–27                                                                     | 112      | Червень 2017 року  | ISBN 978-1846538049 |
| Том 8: Доки смерть не зробить нас | Дедпул: Найбільший у світі № 28–29, Deadpool & The Mercs for Money № 9–10, Людина-Павук/Дедпул № 15–16 | 136      | Вересень 2017 року | ISBN 978-1302905439 |
| Том 9: Дедпул у космосі           | Дедпул: Найбільший у світі № 30                                                                        | 112      | Вересень 2017 року | ISBN 978-1302907600 |
| Том 10: Таємна імперія            | Дедпул: Найбільший у світі № 31–36                                                                     | 136      | Листопад 2017 року | ISBN 978-1302907617 |

### Підлий Дедпул (2017)
| Назва                                | Матеріал зібрано        | сторінки | Дата публікації    | ISBN                |
| ------------------------------------ | ----------------------- | -------- | ------------------ | ------------------- |
| Том 1: Дедпул вбиває Кейбла          | Підлий Дедпул № 287–291 | 136      | Березень 2018 року | ISBN 978-1302909949 |
| Том 2: Список справ перед смертю     | Підлий Дедпул № 292–296 | 112      | Травень 2018 року  | ISBN 978-1302909956 |
| Том 3: Всесвіт Marvel вбиває Дедпула | Підлий Дедпул № 297–300 | 112      | Липень 2018        | ISBN 978-1302910396 |

### Сьома серія (2018—2019)
| Назва                             | Матеріал зібрано                                   | сторінки | Дата публікації     | ISBN                |
| --------------------------------- | -------------------------------------------------- | -------- | ------------------- | ------------------- |
| Том 1: Mercin' Hard for the Money | Дедпул (том 5) № 1–6                               | 144      | 15 січня 2019 р     | ISBN 978-1302911720 |
| Том 2: На добраніч                | Дедпул (том 5) № 7–12                              | 136      | 13 серпня 2019 р    | ISBN 978-1302911737 |
| Том 3: Ласка йде до Пекла         | Дедпул (том 5) № 13–15, Deadpool Річник № 1 (2019) | 112      | 12 листопада 2019 р | ISBN 978-1302914400 |

### Восьма серія: Король Дедпул (2019—2021)
| Назва               | Матеріал зібрано      | сторінки | Дата публікації   | ISBN                |
| ------------------- | --------------------- | -------- | ----------------- | ------------------- |
| Том 1: Слава королю | Дедпул (том 6) № 1–6  | 112      | 23 червня 2020 р  | ISBN 978-1302921033 |
| Том 2               | Дедпул (том 6) № 7–10 | 112      | 16 березня 2021 р | ISBN 978-1302921040 |

### Deadpool Team Up (2009—2011)
| Назва                          | Матеріал зібрано                                           | сторінки | Дата публікації    | ISBN                |
| ------------------------------ | ---------------------------------------------------------- | -------- | ------------------ | ------------------- |
| Том 1: Хороші друзі            | Deadpool Team-Up № 899–894 і Marvel Spotlight Deadpool     | 144      | Грудень 2010 року  | ISBN 978-0785145295 |
| Том 2: Особливі відносини      | Deadpool Team-Up № 893–889                                 | 192      | Червень 2011 року  | ISBN 978-0785147121 |
| Том 3: Найкращі Друзі Назавжди | Deadpool Team-Up № 888–883 і Росомаха/Дедпул: Приманка № 1 | 168      | Листопад 2011 року | ISBN 978-0785151401 |

### Deadpool Corps (2010—2011)
| Назва                                   | Матеріал зібрано                | сторінки | Дата публікації | ISBN                |
| --------------------------------------- | ------------------------------- | -------- | --------------- | ------------------- |
| Deadpool Corps Prelude                  | Prelude to Deadpool Corps № 1–5 | 120      | Січень 2011     | ISBN 978-0785147527 |
| Volume 1: Pool-pocalypse Now            | Deadpool Corps № 1–6            | 168      | Квітень 2011    | ISBN 978-0785148241 |
| Volume 2: You Say You Want A Revolution | Deadpool Corps № 7–12           | 144      | Грудень 2011    | ISBN 978-0785148272 |

### Дедпул MAX (2010)
| Назва                            | Матеріал зібрано      | сторінки | Дата публікації   | ISBN                |
| -------------------------------- | --------------------- | -------- | ----------------- | ------------------- |
| Volume 1: Nutjob                 | Deadpool Max № 1–6    | 144      | Грудень 2011 року | ISBN 978-0785148517 |
| Volume 2: Involuntary Armageddon | Deadpool Max № 7–12   | 144      | Грудень 2011 року | ISBN 978-0785148531 |
| Volume 3: Second Cut             | Deadpool Max II № 1–6 | 176      | Травень 2012 року | ISBN 978-0785159230 |

### Людина-Павук/Дедпул (2016)
| Назва                             | Матеріал зібрано | сторінки | Дата публікації | ISBN                |
| --------------------------------- | --- | -------- | --------------- | ------------------- |
| Volume 0: Don't Call it a Team-Up | Дедпул (1997) № 11, Кейбл і Дедпул № 24, Дивовижна Людина-Павук(1963) № 611, Дедпул(2008) № 19–21, Людина-Павук Месник № 12–13, Дедпул (2012) № 10, Дедпул Річник № 2 | 272      | 1987            | ISBN 978-1302900847 |
| Том 1: Хіба це не Бромантика      | Людина-павук/Дедпул № 1–5, 8 | 136      | 1994            | ISBN 978-0785197867 |
| Том 2: Додаткові твори            | Людина-павук/Дедпул № 1. МУ, 6–7, 11–12 | 120      | 1991            | ISBN 978-0785199922 |
| Том 3: Трохи                      | Людина-павук/Дедпул № 9–10, 13–14, 17–18 | 136      | 2004            | ISBN 978-0785197874 |
| Том 4: Серйозний бізнес           | Людина-павук/Дедпул № 19–22 | 112      | 2001            | ISBN 978-1302908065 |
| Том 5: Гонка озброєнь             | Людина-павук/Дедпул № 23–28 | 112      | 1990            | ISBN 978-1302910471 |
| Том 6: Зброя Масового Ураження    | Людина-павук/Дедпул № 29–33 | 136      | 1980            | ISBN 978-1302910488 |
| Том 7: Мої два тата               | Людина-павук/Дедпул № 34–39 | 136      | 1995            | ISBN 978-1302910495 |
| Том 8: Поїздка                    | Людина-павук/Дедпул № 40–45 | 136      | 1990            | ISBN 978-1302911126 |
| Volume 9: Eventpool               | Людина-павук/Дедпул № 46–50 | 112      | 1989            | ISBN 978-1302914639 |

### Deadpool & the Mercs for Money (2016)
| Назва                            | Матеріал зібрано                                                     | сторінки | Дата публікації   | ISBN                            |
| -------------------------------- | -------------------------------------------------------------------- | -------- | ----------------- | ------------------------------- |
| Volume 0: Merc Madness           | Deadpool & the Mercs for Money (том 1) № 1–5 і Deadpool: Masacre № 1 | 136      | Серпень 2016 року | М'яка обкладинка:978-0785192640 |
| Volume 1: Mo' Mercs, Mo' Monkeys | Deadpool & the Mercs for Money (том 2) № 1–5                         | 112      | Лютий 2017 року   | М'яка обкладинка:978-1302902636 |
| Volume 2: IvX                    | Deadpool & the Mercs for Money (том 2) № 6–8 і Deadpool Annual № 1   | 136      | Травень 2017 року | М'яка обкладинка:978-1302908768 |

### Інші серії
| Title                                            | Material collected | Pages | Publication Date | ISBN                |
| ------------------------------------------------ | --- | ----- | ---------------- | ------------------- |
| Росомаха/Дедпул: Зброя Ікс                       | Росомаха № 162–166 and Deadpool (vol. 1) № 57–60 | 200   | August 2002      | ISBN 0-7851-0918-8  |
| Дедпул: Королі-Самогубці                         | Deadpool: Suicide Kings № 1–5 and Deadpool: Game$ of Death № 1 | 152   | April 2010       | ISBN 0-7851-4041-7  |
| Deadpool: Merc With a Mouth Volume 1 – Head Trip | Deadpool: Merc With a Mouth № 1–13 | 328   | March 2010       | ISBN 0-7851-4407-2  |
| Deadpool: Wade Wilson's War                      | Deadpool: Wade Wilson's War № 1–4 | 104   | June 2011        | ISBN 0-7851-4585-0  |
| Deadpool Pulp                                    | Deadpool Pulp № 1–4 | 112   | August 2011      | ISBN 978-0785148715 |
| Deadpool: The Dead-Head Redemption               | Deadpool Vol. 3 № 900, № 1000, Captain America: Who Won't Wield The Shield, and Marvel Digital Holiday Special: Merry Freakin' Christmas | 240   | June 2011        | ISBN 978-0785156499 |
| Deadpool/Amazing Spider-Man/Hulk: Identity Wars  | Amazing Spider-Man Annual № 38, Deadpool Vol. 2 Annual № 1, and Incredible Hulks Annual № 1 | 112   | September 2011   | ISBN 978-0785155683 |
| Deadpool: All in the Family                      | Deadpool Family, Cable (vol. 2) № 25, and Deadpool and Cable № 26 | 112   | September 2011   | ISBN 978-0785157830 |
| Fear Itself: Deadpool/Fearsome Four              | Fear Itself: Deadpool № 1–3, and Fear Itself: Fearsome Four № 1–4 | 168   | February 2012    | ISBN 978-0785158073 |
| Дедпул Винищує Всесвіт Марвел                    | Дедпул Винищує Всесвіт Марвел № 1–4 | 96    | November 2012    | ISBN 978-0785164036 |
| Deadpool Killustrated                            | Deadpool Killustrated № 1–4 | 96    | July 2013        | ISBN 978-0785184027 |
| Дедпул вбиває Дедпула                            | Дедпул вбиває Дедпула № 1–4 | 96    | December 2013    | ISBN 978-0785184935 |
| Ніч живого Дедпула                               | Ніч живого Дедпула № 1–4 | 96    | June 2014        | ISBN 978-0785190172 |
| Deadpool vs. Carnage                             | Deadpool vs. Carnage № 1–4, Superior Carnage Annual № 1 | 120   | September 2014   | ISBN 978-1846536137 |
| Deadpool vs. X-Force                             | Deadpool vs. X-Force № 1–4 | 112   | November 2014    | ISBN 978-0785154372 |
| Deadpool: Dracula's Gauntlet                     | Deadpool: Dracula's Gauntlet № 1–7 | 200   | November 2014    | ISBN 978-1302901219 |
| Deadpool: The Ones with Deadpool                 | Deadpool Bi-Annual № 1, Death of Wolverine: Deadpool & Captain America № 1, Deadpool Annual № 1–2 | 128   | February 2015    | ISBN 978-0785193395 |
| Deadpool vs. Hawkeye                             | Deadpool vs. Hawkeye № 0–4 | 112   | March 2015       | ISBN 978-0785193104 |
| Deadpool's Art of War                            | Deadpool's Art of War № 1–4 | 96    | March 2015       | ISBN 978-0785190974 |
| Deadpool Classic Companion                       | Nomad (vol. 2) № 4; Secret Defenders № 15–17; Wolverine (vol. 2) № 88, 154—155; X-Force № 47, 56; Heroes for Hire № 10–11; Material from Avengers № 366; Silver Sable & the Wild Pack № 23, 30; Wolverine Annual '95, '99; Contest of Champions II 2; Marvel Comics Presents № 10; Breaking into Comics the Marvel Way № 2 | 328   | April 2015       | ISBN 978-0785192947 |
| Return of the Living Deadpool                    | Return of the Living Deadpool № 1–4 | 112   | July 2015        | ISBN 978-0785192572 |
| Deadpool vs. Thanos                              | Deadpool vs. Thanos № 1–4 | 112   | December 2015    | 978-0785198451      |
| Deadpool's Secret Secret Wars                    | Deadpool's Secret Secret Wars № 1–4 | 128   | January 2016     | 978-0785198673      |
| Mrs. Deadpool and the Howling Commandos          | Mrs. Deadpool and the Howling Commandos № 1–5 | 112   | May 2016         | 978-0785198802      |
| Deadpool v Gambit                                | Deadpool v Gambit № 1–5 | 112   | November 2016    | 978-1302901790      |
| Deadpool: Back in Black                          | Deadpool: Back in Black № 1–5 | 112   | March 2017,      | 978-1302901882      |
| Deadpool: Too Soon?                              | Deadpool: Too Soon? № 1–4 | 136   | April 2017       | 978-1302902988      |
| Deadpool the Duck                                | Deadpool the Duck № 1–5 | 136   | June 2017        | 978-1302904845      |
| Deadpool 2099                                    | Deadpool: World's Greatest № 6, 12, 19, 25 | 112   | August 2017      | 978-1302900922      |
| Deadpool vs. The Punisher                        | Deadpool vs. The Punisher № 1–5 | 112   | September 2017   | 978-1302907488      |
| Deadpool vs. Old Man Logan                       | Deadpool vs. Old Man Logan № 1–5 | 112   | April 2018       | 978-1302909178      |
| Deadpool Classic Companion Vol. 2                | Identity Disc № 1–5; Ms. Marvel (2006) № 40–41; Hulk (2008) № 14–17 and № 21; Amazing Spider-Man (1999) № 611; Doomwar № 5–6; Hulked-Out Heroes № 1–2; Material From Shang-Chi: Master Of Kung Fu (2009) № 1; X-Force Annual (2009) № 1 and World War Hulks № 1                                                            | 496   | May 2018         | 978-1302912437      |
| Deadpool: Assassin                               | Deadpool: Assassin № 1–6 | 136   | November 2018    | 978-1302911713      |
| Deadpool: Secret Agent Deadpool                  | Deadpool: Secret Agent Deadpool № 1–6 | 136   | Mar 2019         | 978-1302913434      |
| Black Panther vs Deadpool                        | Black Panther vs Deadpool № 1–5 | 112   | Apr 2019         | 978-1302915490      |
| Absolute Carnage vs Deadpool                     | Absolute Carnage Vs. Deadpool (2019) № 1–3, Absolute Carnage: Captain Marvel (2019) № 1, Ravencroft stinger pages from Captain Marvel (2019) 8, Amazing Spider-Man (2018) 24, Deadpool (2018) 14, Black Cat (2019) 2 | 112   | Jan 2020         | 978-1302920975      |

### Тверда палітурка великого розміру
| Назва                                            | Матеріал зібрано | Дата публікації      | ISBN            |
| ------------------------------------------------ | --- | -------------------- | --------------- |
| Deadpool Beginnings Omnibus                      | New Mutants № 98; Deadpool: The Circle Chase № 1–4; Deadpool (1994) № 1–4; X-Force № 2, 11, 15, 47, 56; Nomad № 4; Secret Defenders № 15–17; Wolverine (1988) № 88, 154—155, Heroes for Hire № 10–11; Deadpool Team-Up (1998) № 1; and material from Avengers (1963) № 366, Silver Sable & The Wild Pack № 23, and Wolverine Annual '95 and '99 | Січень 2017 року     | 978-1302904296  |
| Deadpool and X-Force Omnibus                     | Deadpool: The Circle Chase № 1–4; Deadpool (1994) № 1–4; Cable (1993) № 1–8; X-Force № 19–31, Annual № 2; New Warriors (1990) № 31; Nomad № 20 | Листопад 2017 року   | 978-1302908300  |
| Deadpool by Joe Kelly Omnibus                    | Deadpool (1997) № 1–33, -1 & 0; Daredevil/Deadpool Annual '97; Deadpool & Death '98; Baby's First Deadpool Book; Amazing Spider-Man № 47 & 611; material from Deadpool № 900 | Січень 2014 року     | 978-0785185604  |
| Deadpool Classic Omnibus Volume 1                | Deadpool (1997) № 34–69; Black Panther (1998) № 23; Agent X № 1–15; Fight-Man № 1; and material from X-Men Unlimited (1993) № 28 | Січень 2016 року     | 978-0785196747  |
| Weapon X: The Return Omnibus                     | Deadpool (1997) № 57–60; Wolverine (1988) № 162–166, № 173–174, № 175 (A Story) and № 176; Weapon X (2002) № 1/2 and № 1–28; Weapon X: The Draft — Sauron, Wild Child, Kane, Marrow And Agent Zero; Weapon X: Days Of Future Now № 1–5; and material from Deadpool (2012) № 27                                                                  | Травень 2018 року    | 978-1302911829  |
| Cable & Deadpool Omnibus                         | Cable & Deadpool № 1–50; Deadpool/GLI Summer Fun Spectacular; and material from Deadpool (2012) № 27 | Листопад 2014 року   | 978-0785192763  |
| Deadpool by Daniel Way Omnibus Volume 1          | Deadpool (2008) № 1–26; Wolverine: Origins № 21–25, Thunderbolts (1997) № 130–131, Hit-Monkey (2010a) № 1, Hit-Monkey (2010B) № 1–3 and Deadpool Saga | Лютий 2018 року      | 978-130291006-8 |
| Deadpool by Daniel Way Omnibus Volume 2          | Deadpool (2008) № 27–63, № 33.1 and № 49.1 | Серпень 2018 року    | 978-1302911416  |
| Deadpool & Co. Omnibus                           | Deadpool: Merc With A Mouth № 1–13, Lady Deadpool № 1, Prelude To Deadpool Corps № 1–5, Deadpool Corps № 1–12, Deadpool Family № 1, Deadpool Team-Up № 899–883; Marvel Zombies 4 № 1–4 and material from Marvel Zombies 3 № 1 | Січень 2018 року     | 978-1302910051  |
| Deadpool Minibus Volume 0                        | Deadpool: Suicide Kings № 1–5, Deadpool: Wade Wilson's War № 1–4, Deadpool Pulp № 1–4, Amazing Spider-Man Annual № 38, Deadpool Annual (2011) № 1, Incredible Hulks Annual № 1 and Fear Itself: Deadpool № 1–3 | Березень 2018 року   | 978-1302910112  |
| Deadpool Minibus Volume 1                        | Deadpool Kills The Marvel Universe № 1–4, Deadpool Killustrated № 1–4, Deadpool Kills Deadpool № 1–4, Night Of The Living Deadpool № 1–4 and Deadpool Vs. Carnage № 1–4 | Жовтень 2014 року    | 978-0785190301  |
| Deadpool Minibus Volume 2                        | Deadpool Vs. X-Force № 1–4, Hawkeye Vs. Deadpool № 0–4, Deadpool's Art Of War № 1–4, Return Of The Living Deadpool № 1–4 and Deadpool's Secret Secret Wars № 1–4 | Серпень 2016 року    | 978-1302901974  |
| Deadpool Minibus Volume 3                        | Mrs. Deadpool And The Howling Commandos № 1–4, Deadpool Vs. Thanos № 1–4, Deadpool & Cable: Split Second № 1–3, Deadpool V Gambit № 1–5 and Deadpool: Too Soon? № 1–4 | Березень 2019 року   | 978-1302915926  |
| Deadpool By Posehn & Duggan Omnibus              | Deadpool (2012) № 1–45, Deadpool: Dracula's Gauntlet № 1–7 and Death Of Wolverine: Deadpool & Captain America № 1 | Грудень 2016 року    | 978-1302902285  |
| Deadpool MAX Hardcover                           | Deadpool MAX № 1–12, Deadpool MAX № 1–6 and Deadpool MAX X-Mas Special | Листопад 2012 року   | 978-0785157076  |
| Spider-Man/Deadpool by Joe Kelly & Ed McGuinness | Spider-Man/Deadpool № 1–5, 8–10, 13-14, 17-18 | 20 березня 2018 року | 978-1302903725  |

## Українські видання
| Назва                         | Оригінальна назва                          | Назва або номер серії | Номер тому/одинарника | Видавництво      | Перекладач       | Рік випуску         |
| ----------------------------- | ------------------------------------------ | --------------------- | --------------------- | ---------------- | ---------------- | ------------------- |
| Дедпул. Балакучий Мільйонер   | Deadpool. Vol. 1: Millionaire With A Mouth | 4                     | 1                     | Fireclaw Ukraine | Сергій Ковальчук | 2018                |
| Дедпул. Кінець Терору         | Deadpool. Vol. 2: End of an Error          | 4                     | 2                     | Fireclaw Ukraine | Сергій Ковальчук | 2019                |
| Дедпул проти Таноса           | Deadpool vs. Thanos                        | Дедпул проти Марвел   | Новела                | MAL'OPUS         | Денис Скорбатюк  | 2019                |
| Дедпул Вбиває Дедпула         | Deadpool Kills Deadpool                    | Вбивлогія             | Новела                | Fireclaw Ukraine | Сергій Ковальчук | 2019                |
| Дедпул. Таємне вторгнення     | Deadpool. Secret Invasion                  | 2                     | 1                     | MAL'OPUS         | Сергій Ковальчук | 2021                |
| Дедпул. Мертві Президенти     | Deadpool. Vol. 1: Dead Presidents          | 3                     | 1                     | TUOS Comics      | Денис Скорбатюк  | 2021                |
| Дедпул Винищує Всесвіт Марвел | Deadpool Kills the Marvel Universe         | Вбивлогія             | Новела                | TUOS Comics      | Денис Скорбатюк  | 2021                |
| Дедпул. Повернення в Чорному  | Deadpool Back in Black                     | Mercs For Money       | Новела                | TUOS Comics      | Денис Скорбатюк  | 2021                |
| Ніч Живого Дедпула            | Night of The Living Deadpool               | Головний канон        | Новела                | TUOS Comics      | Денис Скорбатюк  | 2021                |
| Дедпул (серія)                | Deadpool                                   | 7                     | 1-4                   | Fireclaw Ukraine | Сергій Ковальчук | 2022-теперішній час |
| Дедпул проти Шаблезуба        | Deadpool. Vol. 3: Deadpool Vs. Sabretooth  | 4                     | 3                     | Fireclaw Ukraine | Сергій Ковальчук | 2022                |